# Quanbo (köpinghuvudort i Kina, Jiangxi Sheng, lat 28,38, long 118,33)
Quanbo (kinesiska: 泉破) är en köpinghuvudort i Kina. Den ligger i provinsen Jiangxi, i den sydöstra delen av landet, omkring 240 kilometer öster om provinshuvudstaden Nanchang. Antalet invånare är 20 759. Befolkningen består av 9 995 kvinnor och 10 764 män. Barn under 15 år utgör 25,0 %, vuxna 15-64 år 65 %, och äldre över 65 år 9,0 %.
Runt Quanbo är det tätbefolkat, med 511 invånare per kvadratkilometer. Närmaste större samhälle är Wucun, 14,2 km norr om Quanbo. I omgivningarna runt Quanbo växer i huvudsak blandskog.
Genomsnittlig årsnederbörd är 2 682 millimeter. Den regnigaste månaden är juni, med i genomsnitt 514 mm nederbörd, och den torraste är oktober, med 39 mm nederbörd.